# Deborah de Souza
Deborah de Souza (19 de octubre de 1982) es una deportista brasileña que compitió en judo. Ganó dos medallas de bronce en el Campeonato Panamericano de Judo, en los años 2001 y 2009.

## Palmarés internacional
| Campeonato Panamericano | Campeonato Panamericano  | Campeonato Panamericano | Campeonato Panamericano |
| Año                     | Lugar                    | Medalla                 | Categoría               |
| ----------------------- | ------------------------ | ----------------------- | ----------------------- |
| 2001                    | Córdoba (Argentina)      | Medalla de bronce       | –78 kg                  |
| 2009                    | Buenos Aires (Argentina) | Medalla de bronce       | –78 kg                  |